# 洪淑玲
洪淑玲（1957年4月23日—），台灣南投縣人，台灣舞者、編舞家以及舞蹈教育家，台灣青年舞團團長及藝術總監，曾獲台中市文化局「金藝獎」。台灣省立體育專科學校三專畢業，為馬尼拉大學藝術教育碩士、國立台灣體育學院舞蹈教育碩士。曾任國立台灣體育學院舞蹈系中國舞兼任講師，現為臺中市青年高中舞蹈、影視暨表演藝術科主任。在教育方面，曾獲得教育部「師鐸獎」、教育部「藝術教育貢獻獎」等獎項。

## 生平
洪淑玲出生於台灣省南投縣，小學的時候因為民族舞蹈比賽，而產生對舞蹈的深厚興趣，國中就開始編舞。自1986年起擔任青年高中舞蹈科專任教師兼科主任，致力推動舞蹈藝術教育30年，也十分關切技職藝術教育的發展問題。近幾年來更是透過舞蹈、戲劇發揚台灣特有的本土、客家、原民歷史文化，藉以連結不同族群融入舞蹈，也期待讓學生與社會大眾們更了解台灣本土文化。
1991年，獲得中華民國舞蹈學會舞蹈教育「飛鳳獎」。後因時任馬尼拉大學副校長的Dr. Emily Dodson de Leon來台招生的機會，洪淑玲與台灣體育學院的幾位教授、副教授，一同前往菲律賓進修。1997年取得馬尼拉大學藝術教育碩士。回國後兼任台灣體育學院舞蹈系中國舞講師。
2001年，帶領青年高中舞蹈科，與國立台灣交響樂團合作，演出作曲家黃輔棠所製作之歌劇《西施》。同年獲得中華民國舞蹈學會「舞蹈春風化雨教學獎---二十年」、「舞蹈社會教育有功人員」。
有感於早年台灣舞蹈教育深受中國文化影響，學習的多為新疆舞、蒙古舞等傳統民俗舞蹈。在舞蹈生涯中，發現到身邊的台灣本土文化，例如常民、客家、原住民議題反而鮮少被論述、欠缺發揚，因而開始在舞蹈作品中融入更多本土元素。 因此在2005年重回國立台灣體育運動大學進修，研究邵族歌舞文化。因為研究過程的機緣與啟發，得以在2006年與文史學者鄧相揚教授等人合作，以日月潭邵族傳說為主題，創作舞劇《印象．水沙連》。爾後又製作了包括包括 印象水沙連、賽德克之歌、墾台之歌-客家張達京、平埔詩歌與大里杙之歌等的舞詠台灣系列作品。除了表達台灣不同族群的文化，也闡述台灣歷史與精彩故事。
2008年，應交通部觀光局日月潭國家風景區管理處邀請，以《印象．水沙連》作為「2008旅行台灣年系列活動-日月潭九族櫻花祭」系列活動壓軸戲劇。
2009年，當選國立台灣體育運動大學傑出校友。
2012年，青年中學影視科與台中在地藍天空劇團合作《青春調色盤》青少年歌舞劇。
2014年，帶領青年高中電影電視科、臺灣青年劇團，合作製作臺灣演劇文化先驅張深切的故事為藍本的《深切的火花——演劇先驅張深切》。同年並獲得教育部「師鐸獎」。
2017年，獲得教育部「藝術教育貢獻獎」。
2018年，與藍天空劇團錢康明導演，朱宗慶打擊樂團朱宗慶總監、如果兒童劇團趙自強團長等人，聯合製作台中世界花卉博覽會定目劇《山櫻花之環》，並擔任藝術總監。由台灣青年舞團、藍天空劇團、青年中學舞蹈科及電影電視科等表演團體、學校藝術科聯合演出。同年獲得台中市表演藝術最高榮譽「金藝獎」。
2019年，參與藍天空劇團與台灣青年舞團合作於臺中國家歌劇院演出的《三分之一狂想》都會喜劇，擔任藝術總監。
2021年，青年中學影視科與藍天空劇團再次合作製作《青春調色盤2-青春練習生》。

## 經歷
- 1995-2024青年高中舞蹈科/表演藝科/電影電視科主任

- 2000-2024台灣青年舞團團長、藝術總監

- 1986-2024台灣青年舞蹈團巡洄演出節目編導、藝術總監

- 1988-2024應邀參加多項國家慶典及政府表揚大會中的舞蹈編導

- 1995-2024率台灣青年舞團參加國際民俗藝術節,赴紐西蘭、紐約、西班牙、法國、匈牙利、葡萄牙、義大利、土耳其、波蘭、保加利亞、英國、比利時演出,擔任藝術總監及編導
- 2012-2024多次應激參加台灣燈會、大甲媽祖國際觀光文化節、臺中國際踩舞祭、臺中國際舞蹈嘉年華、全國大專運動會、全國中等運動會演出節目編導

- 2018 臺中世界博博覽會定目劇-山櫻花之環 藝術總監

- 2008-2011受邀擔任日月潭國家風景區管理處、西拉雅國家風景區管理處年度活動-演出企劃編導

- 2020-2023擔任全國學生舞蹈決賽評審

- 2013起曾擔任桃園、高雄、嘉義、雲林全國學生舞蹈比賽初賽評審

- 2016-2024擔任日月潭國家風景區管理處,南投伊達邵與達瑪巒地區原住民歌舞展演案評檻委員
- 2024參與教育部「2024國防教育推動戰地與眷村保存示範點計劃」與「國家語言發展方案」,由連江縣政府主辦,推出閩東語音樂劇《相約十五瞑》舞蹈編排。

## 舞蹈行銷台灣
為了拓展學生的視野與國際觀，洪淑玲每年帶領學生出國參與國際藝術節，並且透過舞蹈興銷台灣文化。
至今率領青年高中舞蹈科、台灣青年舞團已參與過包含土耳其西里維黎文化與優格藝術節(Silivri Yoğurt Festivali)、法國索恩港藝術節(Festival Port-sur-Saône)、普洛澤韋世界民俗藝術節(Mondial'Folk de Plozévet)，波蘭斯切戈姆國際民俗藝術節(Festiwal Folkloru w Strzegomiu)西班牙盧戈比韋羅民俗藝術節(Mostra Folklórica de Viveiro)、奧倫賽民俗藝術節(Xornadas de Folclore de Ourense)、葡萄牙蒙桑的佛卡蒙國際民俗藝術節(Folkmonção - O Mundo a Dançar)、保加利亞大塔爾諾夫國際民俗藝術節(Международен фолклорен фестивал Велико Търново Тайван)、英國倫敦貝林漢世界舞蹈國際民俗藝術節(Billingham International Folklore Festival of World Dance)，中國福州的海峽青年節，義大利薩丁尼亞民俗藝術節(International Folk Fest a Sestu)，以及香港、紐西蘭、美國、匈牙利等地的藝術節。
透過舞蹈的演出，傳播台灣不僅只有高科技與向台北101那樣的摩天大樓，也有熱愛自然的人民，以及傳統舞蹈與原住民文化。

## 獲獎
- 2018獲頒臺中市表演藝術最高榮譽〈金藝獎〉

- 2017獲頒中華民國106年教育部〈藝術教育貢獻獎〉

- 2014 獲頒中華民國103年教育部<師鐸獎>

- 2012 獲頒中華民國101年教育部-〈春風化雨表現優良〉獎

- 2009獲頒國立台灣體育運動大學(台中)傑出校友獎

- 2007獲頒教育部九十六學年度資深優良教師

- 2002獲頒國立彰化社教館<舞蹈社會教育有功人員>

- 2001獲頒中華民國舞蹈協會【舞蹈春風化雨教學獎---二十年)

- 2001 獲頒中華民國舞蹈協會【舞蹈社會教育有功人員】

- 1999 獲頒教育部藝術教育獎座《藝術教育有功人員》

- 1996 當選中華民國私立教育事業協會第十屆傑出教師《弘道獎》

- 1992 獲頒台灣區民族舞蹈決賽《最佳編舞獎》

- 1991 獲頒中華民國舞蹈協會舞蹈教育工作績優獎《飛鳳獎》

- 1990 獲頒行政院文建會民族類《舞蹈創作獎》

- 1986~1987 獲頒南投縣推行社會教育有功人員

## 作品

### 舞劇—舞詠台灣系列(藝術總監、編導)
- 《印象水沙連-邵族原鄉》2007年
- 《發現福爾摩沙-平埔詩歌》2008年
- 《風中緋櫻-賽德克之歌》2009年
- 《千鷺之歌-八田與一》2011年
- 《墾台之歌-客家張達京》2014年
- 《大里杙之歌-藍興堡傳奇》2017年
- 《驛動百年城-款款台中》2018年
- 《客家舞詩歌-曠野四講》2019年
- 《島嶼花開-土地弄花香》2022年

### 文學劇場—台灣文學作家舞台劇系列(藝術總監、編舞)
- 《深切的火花》-演劇先驅張深切，2014年
- 《魯冰花》-鍾肇政原著，2016年
- 《巨輪》-呂赫若名作〈牛車〉改編，2019年
- 《先覺者-台灣青年蔡惠如》音樂劇，2024

### 定目劇
- 2018年，臺中世界花卉博覽會《山櫻花之環》藝術總監

### 舞台劇、音樂劇
- 2001年，國立台灣交響樂團、台灣青年舞團《西施》歌劇
- 2005年，國立台灣交響樂團、台灣青年舞團《風華再現》
- 2006年，青年高中舞蹈科《舞躍台灣紅》舞展
- 2007年，台灣青年舞團《印象．水沙連》舞展
- 2008年，國立台灣交響樂團、台灣青年舞團《平埔詩歌》舞劇
- 2009年，台灣青年舞團/青年高中舞蹈科《賽德克之歌 風中緋櫻》舞劇
- 2010年，台灣青年舞團/青年高中舞蹈科《舞之懷想》舞劇
- 2010年，台灣青年舞團/青年高中舞蹈科《舞漾西拉雅》舞劇
- 2011年，台灣青年舞團《千鷺之歌-八田與一》舞劇
- 2012年，台灣青年舞團/青年高中舞蹈科《魔幻森林》芭蕾舞劇
- 2012年，青年高中電影電視科《青春調色盤》舞台劇
- 2012年，青年高中影視科，藍天空劇團《小美人魚》兒童歌舞劇
- 2013年，台灣青年舞團/青年高中舞蹈科《天女神峰傳奇》舞劇
- 2013年，青年高中影視科、舞蹈科，藍天空劇團《魔法玻璃鞋》兒童劇
- 2014年，台灣青年舞團/青年高中舞蹈科《墾台之歌 客家張達京》舞劇
- 2014年，臺灣青年劇團，青年高中電影電視科《深切的火花 演劇先驅張深切》舞台劇
- 2015年，青年高中舞蹈科《布蘭詩歌 雲想》舞展
- 2015年，臺灣青年劇團，青年高中電影電視科、音樂科《爸爸來報到》歌舞劇
- 2016年，台灣青年舞團《春風新夢 台灣調》舞展
- 2016年，臺灣青年劇團，青年高中電影電視科、舞蹈科《鍾肇政 魯冰花》舞台劇
- 2017年，台灣青年舞團/青年高中舞蹈科《大里杙之歌 藍興堡傳奇》舞劇
- 2018年，臺灣青年劇團，青年高中電影電視科《歡迎來到青年旅店》舞台劇
- 2018年，青年高中舞蹈科《驛動百年城-款款台中》舞展
- 2019年，台灣青年舞團、藍天空劇團《三分之一狂想》舞台劇
- 2019年，青年高中電影電視科《青春調色盤》舞台劇
- 2019年，青年高中舞蹈科《客家舞詩歌-曠野四調》舞展
- 2019年，臺灣青年劇團，青年高中電影電視科《巨輪》舞台劇
- 2020年，青年高中舞蹈科《跨界·蛻變》舞展
- 2021年，青年高中電影電視科《青春調色盤2-青春練習生》歌舞劇
- 2021年，青年高中舞蹈科《青青舞蒔》舞展
- 2022年，青年高中舞蹈科《島嶼花開》舞展
- 2023年，青年高中表演藝術科《跳吧！青春你和我》
- 2023年，青年高中舞蹈科《鯤島藝起》舞展

### 都會劇
- 2019年，台灣青年舞團、藍天空劇團《三分之一狂想》

### 兒童劇
- 2012年，青年高中影視科，藍天空劇團《小美人魚》
- 2013年，青年高中影視科、舞蹈科，藍天空劇團《魔法玻璃鞋》編導

## 外部連結
- 青年高中舞蹈科網站 （页面存档备份，存于）
- 青年高中電影電視科網站 （页面存档备份，存于）
- 青年高中表演藝術科網站 （页面存档备份，存于）